# 杨怀孝
杨怀孝（1936年7月—2017年11月30日），男，回族，甘肃靖远人，中华人民共和国政治人物，曾任甘肃省人大常委会副主任，第十届全国人大代表。